# Čábuze
Čábuze este o arie protejată (sit de importanță comunitară — SCI) din Republica Cehă întinsă pe o suprafață de 38,55 ha, integral pe uscat.

## Localizare
Centrul sitului Čábuze este situat la coordonatele 49°07′25″N 13°42′44″E / 49.123611°N 13.712222°E.

## Înființare
Situl Čábuze a fost declarat sit de importanță comunitară în aprilie 2005 pentru a proteja 1 specie de animale.

## Biodiversitate
Situată în ecoregiunea continentală, aria protejată nu include niciun habitat protejat.
La baza desemnării sitului se află o specie protejată de  nevertebrate: Phengaris nausithous.